# Želva Petersova
Želva Petersonova (Morenia petersi) je druh želvy z čeledi batagurovití. Jde o endemit jižní Asie.
Příbuzným želvy je Morenia ocellata.

## Výskyt
M. petersi se vyskytuje v severovýchodní Indii a v Bangladéši.

## Etymologie
Jménem petersi je pojmenována na počest německého herpetologa Wilhelma Peterse (1815–1883).

## Rozmnožování
K páření M. petersi dochází v zimních měsících a hnízdění následuje v dubnu a květnu. Snůška se skládá ze dvou vajec s rozměry 34,6–35 mm x 22 mm.